# Ernest Hickinbottom
Ernest Hickinbottom (sinh năm 1865 - 2 tháng 9 năm 1939) là một cầu thủ bóng đá người Anh thi đấu cho Derby County.
Ông mất tại Baseball Ground khi đang xem trận đấu giữa Derby và Aston Villa vào ngày 2 tháng 9 năm 1939.